# Australian Championships 1965
Turniej tenisowy Australian Championships, dziś znany jako wielkoszlemowy Australian Open, rozegrano w 1965 roku w Melbourne w dniach 22 stycznia - 1 lutego.

## Zwycięzcy

### Gra pojedyncza mężczyzn
- Roy Emerson (AUS) - Fred Stolle (AUS) 7:9, 2:6, 6:4, 7:5, 6:1

### Gra pojedyncza kobiet
- Margaret Smith Court (AUS) - Maria Bueno (BRA) 5:7, 6:4, 5:2 krecz

### Gra podwójna mężczyzn
- John Newcombe (AUS)/Tony Roche (AUS) - Roy Emerson (AUS)/Fred Stolle (AUS) 3:6, 4:6, 13:11, 6:3, 6:4

### Gra podwójna kobiet
- Margaret Smith Court (AUS)/Lesley Turner Bowrey (AUS) - Robyn Ebbern (AUS)/Billie Jean Moffitt (USA) 1:6, 6:2, 6:3

### Gra mieszana
- Robyn Ebbern (AUS)/Owen Davidson (AUS) - Margaret Smith Court (AUS)/John Newcombe (AUS) nie rozegrano (opady deszczu)